# 周嘉謨
周嘉謨（1546年—1629年），字明卿，號敬松，庠籍湖廣漢陽府漢川縣，世居承天府景陵縣，明朝政治人物。官至南京吏部尚書。

## 生平
隆慶元年（1567年）丁卯科湖廣鄉試第六十八名舉人，隆慶五年（1571年）登辛未科會試第一百四名，二甲二十九名進士。都察院觀政，除戶部主事，萬曆四年（1577年）歷升员外郎、郎中，遷韶州府知府，萬曆十年（1582年）五月遷四川副使，分巡瀘州。十四年升本省参政，十六年患病致仕。十七年升四川按察使，仍令致仕。
萬曆二十八年（1600年）起复四川按察使，三十年升本省右布政使，三十四年二月轉左布政使，三十六年八月升都察院右副都御史、巡撫雲南，四十年七月以平滇寇功，加升兵部右侍郎，兼右僉都御史、巡撫如故，四十一年升左侍郎兼右佥都御史、总督两广，接替張鳴岡。四十三年二月平逆有功，且三品六年考滿，升都察院右都御史。四十五年三月升南京兵部尚書，四十七年六月改任工部尚書，四十八年六月改任吏部尚書。
天啟元年（1621年），加太子太保，得罪魏忠賢，指示給事中孫傑彈劾周嘉謨，同年十一月周嘉謨求退，魏忠賢矯旨批准。大學士葉向高等請留周嘉謨，不准。天啟二年（1622年），廣寧失陷，周嘉謨彈劾兵部尚書張鶴鳴誤國。天啟五年（1625年）秋，魏忠賢黨人周維持又彈劾周嘉謨曲庇王安，遂削籍。
崇禎元年（1628年），被推薦為南京吏部尚書，加太子太保。崇禎二年（1629年），卒於任上，年八十四。贈少保。

## 家族
曾祖周侃；祖父周曰春；父周惇，母劉氏。具慶下。

## 延伸阅读
[在维基数据编辑]
 《明史卷二百四十一》，出自《明史》

| 官衔                   | 官衔                                | 官衔          |
| ---------------------- | ----------------------------------- | ------------- |
| 前任： 舒大猷 通城舉人 | 明朝韶州府知府 萬曆五年-萬曆十年任  | 繼任： 蔣思孝 |
| 前任： 張鳴岡          | 兩廣總督 萬曆四十三年（1615年）上任 | 繼任： 許弘綱 |